# NHK首都圈局
NHK首都圈局（日语：／）為日本放送協會（NHK）的地方放送局（廣播電視臺）之一，主要負責東京都內的廣播及營業事務、首都圈部分都縣的廣域廣播服務，並監督關東、甲信越地方的地區據點臺。其設於東京澀谷的NHK广播电视中心內。

## 概述
NHK於東京並未設置與其他地區相同的，負責廣播與營業的放送局（广播电视台），以JOAK/JOAB呼號進行的區域廣播由NHK總部直接負責。在進行組織重組之前，關東甲信越地區的據點機能由多個本部部局分擔。其中，屬於廣播電視總局（現為媒體總局）内部部門的首都圏广播电视中心有屬於自己的播出時段與製作節目，並負責關東地區1都6縣的數位廣播與統括關東甲信越地區播出的地方節目（部分節目也會經由静岡放送局〔靜岡廣播電視台〕播出）。
作為2018年度改革的一環，原先無法獨自於電視（綜合頻道）與调幅廣播（第一套广播）進行廣播的東京都、神奈川縣、千葉縣、埼玉縣的首都圈1都3縣，為了加強關東甲信越地區的區域服務，因而於2020年8月設置具有地区据点台機能的「首都圈局」
。
首都圈局主要負責採訪以東京為核心的首都圏所發生的事件、事故與話題，與製作當地的新聞與資訊節目。局內擁有記者、導演與製片人，並且也有於立川市設立多摩支局（原：多摩報導室）作為多摩地區的採訪據點。

## 沿革
- 1925年
  - 3月22日 - 社團法人東京广播电台於芝区芝浦（現在港区芝浦）的東京高等工藝學校實驗施設進行中波放送（调幅廣播）實驗廣播
  - 7月12日 - 社團法人東京广播电台於芝区愛宕山（現在港區愛宕）的本部（現為NHK放送博物館）開始首次的调幅廣播（AM）
日本廣播的第一句話是「JOAK　這裡是東京广播电台…」，據說為原先於東京日日新聞（現為每日新聞東京本社）擔任記者的京田武男說出。據說剛開台時，有不少原屬於其他行業的播音員加入。[7]
- 1926年8月20日 - 社團法人東京广播电台解散，業務由社團法人日本放送協會繼承，自身轉為「東京中央放送局」
- 1931年6月4日 - NHK第二套广播（调幅广播）開始
- 1939年5月13日 - 麴町区日比谷内幸町（現為千代田区内幸町）的東京放送会館開始營運。
- 1950年
  - 6月1日 - 因广播法開始實施，社團法人日本放送協會解散，轉為屬於特殊法人現今的日本放送協會。
  - 11月 - 電視（無線電視類比訊號廣播）實驗廣播開始
- 1953年2月1日 - 電視廣播正式開始
- 1957年12月24日 - 超短波廣播（FM）實驗廣播開始
- 1964年10月1日 - 澀谷广播电视中心（現為NHK广播电视中心）完工，廣播機能開始進行分階段移轉
- 1969年3月1日 - 调频廣播（FM）開始
- 1973年7月31日 - 東京放送會用暫停使用
- 1996年 - 小笠原諸島的廣播開始（參見小笠原諸島#放送）
- 1998年4月1日 - 大東諸島的廣播開始（參見大東諸島#放送）
- 2003年12月1日 - 無線電視數位訊號廣播開始
- 2010年
  - 3月 - 至2015年3月31日為止實施衛星によるセーフティネット[註 1]（參照無線電視低解析度對策衛星廣播（日语：地デジ難視対策衛星放送））。
  - 6月30日 - 大東諸島的直播局處廢除，移至由衛星構成的直播網路。
- 2011年9月1日 - 上午11:00 網路電台服務《NHK網路電台 らじる★らじる（日语：NHK網路電台 らじる★らじる）》開始。
- 2017年10月2日 - 商業廣播電台平台《radiko》開始進行測試。
- 2020年
  - 3月1日 - 於NHK+同步直播的測試服務開始[8]。
  - 8月3日 - 於本部内設置首都圈局。
- 2021年7月2日 - 本部營業局業務由區域營業部門移轉至首都圈局。

## 轄下的放送局（广播电视台）
以關東甲信越地區為對象。
- NHK長野放送局（NHK長野廣播電視台）（非鄰接）
- NHK新潟放送局（NHK新潟廣播電視台）（非鄰接）
- NHK甲府放送局（NHK甲府廣播電視台）
- NHK橫濱放送局（NHK橫濱廣播電視台）
- NHK前橋放送局（NHK前橋廣播電視台）（非鄰接）
- NHK水戶放送局（NHK水戶廣播電視台）（非鄰接）
- NHK千葉放送局（NHK千葉廣播電視台）
- NHK宇都宮放送局（NHK宇都宮廣播電視台）（非鄰接）
- NHK琦玉放送局（NHK琦玉廣播電視台）

## 備註

## 外部連結
- NHK首都圏ナビ （页面存档备份，存于）
- NHK首都圏的X（前Twitter）

- 维基共享资源上的相關多媒體資源：NHK首都圈局

Template:Radiko